# Україна на зимовій Універсіаді 2011
Україна брала участь у Зимовій Універсіаді 2011 у Ерзурумі (Туреччина) удесяте за свою історію. Збірна студентська команда України була представлена в десяти видах програми. У змаганнях брали участь 56 спортсменів, 20 тренерів, які представляли 19 вищих навчальних закладів із 11 регіонів країни.
Українські спортсмени завоювали 15 медалей різного ґатунку (6 золотих, 5 срібних, 4 бронзові), виборовши третє загальнокомандне місце серед 57 країн світу.
Найбільш успішно виступили студенти-спортсмени в змаганнях з: біатлону — 6 золотих, 2 срібні медалі; сноубордінгу — 1 срібна медаль; лижних перегонів — 2 срібні, 3 бронзові медалі та спортивних танців на льоду — 1 бронзова медаль.
Найбільшу кількість спортсменів делегували до збірної Харківська, Сумська, Тернопільська, Київська, Закарпатська області та м. Київ. Підготовку та участь у змаганнях спільними зусіллями забезпечували Комітет з фізичного виховання та спорту, Спортивна студентська спілка України, Федерації України з зимових видів спорту.

## Медалісти
| Медаль | Спортсмен                                                    | Вид спорту               | Дисципліна                                 |
| ------ | ------------------------------------------------------------ | ------------------------ | ------------------------------------------ |
| Золото | Віта Семеренко                                               | Біатлон                  | Спринт 7,5 км                              |
| Золото | Віта Семеренко                                               | Біатлон                  | Спринт 10 км                               |
| Золото | Віта Семеренко Артем Прима Сергій Семенов Світлана Крикончук | Біатлон                  | Комбінована естафета                       |
| Золото | Артем Прима                                                  | Біатлон                  | Спринт 10 км                               |
| Золото | Артем Прима                                                  | Біатлон                  | Мас-старт 15 км                            |
| Золото | Сергій Семенов                                               | Біатлон                  | Спринт 12,5 км                             |
| Срібло | Катерина Григоренко                                          | Лижні перегони           | 5 км                                       |
| Срібло | Катерина Григоренко Заведєєва Зоя Марина Анцибор             | Лижні перегони           | Естафета 3х5 км                            |
| Срібло | Сергій Семенов                                               | Біатлон                  | Спринт 10 км                               |
| Срібло | Аннамарі Чундак                                              | Сноубодинг               |                                            |
| Срібло | Артем Прима                                                  | Біатлон                  | Спринт 12,5 км                             |
| Бронза | Катерина Григоренко                                          | Лижні перегони           | 10 км                                      |
| Бронза | Катерина Григоренко Білосюк Іван                             | Лижні перегони           | Спринтерська комбінована естафета 3х1,3 км |
| Бронза | Катерина Григоренко                                          | Лижні перегони           | Мас-старт 15 км                            |
| Бронза | Фроленкова Надія Касало Михайло                              | Спортивні танці на льоду |                                            |

## Учасники
| Спорт               | Чоловіки | Жінки | Всього |
| ------------------- | -------- | ----- | ------ |
| Гірськолижний спорт | 1        | 1     | 2      |
| Лижні перегони      | 8        | 7     | 15     |
| Біатлон             | 7        | 8     | 15     |
| Лижне двоборство    | 3        | -     | 3      |
| Фігурне катання     | 5        | 4     | 9      |
| Сноубординг         | 3        | 3     | 6      |
| Шорт-трек           | 5        | -     | 5      |
| Всього              | 32       | 23    | 55     |

Кількість учасників і завойованих медалей серед територій України
| Територія         | Учасників | Медалі | Медалі | Медалі |
| Територія         | Учасників | 1      | 2      | 3      |
| ----------------- | --------- | ------ | ------ | ------ |
| Харківська        | 13        | -      | -      | 3к     |
| Сумська           | 7         | 2+1к   | 1к     | -      |
| Тернопільська     | 7         | -      | -      | -      |
| м. Київ           | 6         | -      | -      | -      |
| Київська          | 5         | -      | 1к     | -      |
| Закарпатська      | 5         | -      | 1      | -      |
| Чернігівська      | 4         | 3+2к   | 2      | -      |
| Івано-Франківська | 3         | -      | -      | -      |
| Дніпропетровська  | 3         | -      | -      | -      |
| Хмельницька       | 2         | -      | 1+1к   | 2+1к   |
| Львівська         | 1         | -      | -      | -      |
| Всього            | 56        | 5+1к   | 4+1к   | 2+2к   |

Кількість учасників і завойованих медалей серед вищих навчальних закладів України
| Навчальний заклад                                             | Учасників | Медалі | Медалі | Медалі |
| Навчальний заклад                                             | Учасників | 1      | 2      | 3      |
| ------------------------------------------------------------- | --------- | ------ | ------ | ------ |
| Харківська державна академія фізичної культури                | 19        | -      | 1к     | 3к     |
| Харківська державна зооветеринарна академія                   | 2         | 2+1к   | -      | -      |
| Чернігівський національний педагогічний університет           | 3         | 1+1к   | 1      | -      |
| Українська академія банківської справи НБУ                    | 2         | 2+1к   | -      | -      |
| Тернопільський національний економічний університет           | 4         | +1к    | -      | -      |
| Львівський державний університет фізичної культури            | 5         | -      | 1+1к   | 2+1к   |
| Ужгородський національний університет                         | 1         | -      | 1      | -      |
| Сумський державний педагогічний університет                   | 3         | -      | 1к     | -      |
| Сумський національний аграрний університет                    | 1         | -      | -      | -      |
| Дніпропетровський державний інститут фізичної культури        | 3         | -      | -      | -      |
| Національний університет фізичного виховання і спорту України | 3         | -      | -      | -      |
| Прикарпатський національний університет                       | 2         | -      | -      | -      |
| Тернопільський національний педагогічний університет          | 2         | -      | -      | -      |
| Національний педагогічний університет ім. М. П. Драгоманова   | 1         | -      | -      | -      |
| Глухівський національний педагогічний університет             | 1         | -      | -      | -      |
| Національний університет біоресурсів та природокористування   | 1         | -      | -      | -      |
| Сумський державний університет                                | 1         | -      | -      | -      |
| Харківський національний аерокосмічний університет «ХАІ»      | 1         | -      | -      | -      |
| Кременецький обласний гуманітарний педагогічний інститут      | 1         | -      | -      | -      |
| Всього                                                        | 56        | 5+1к   | 4+1к   | 2+2к   |